# 八幡村 (愛知県愛知郡)
八幡村（やわたむら）は、かつて愛知県愛知郡にあった村。現在の名古屋市中川区南東部、熱田区西部に該当する。

## 沿革
- 江戸時代末期、この地域は尾張藩領であった。
- 1871年（明治4年） - 古渡村の一部が名古屋城下に編入される。
- 1876年（明治9年） - 古渡村が東古渡村[1]と西古渡村に分立する。
- 1878年（明治11年） -
  - 二女子（ににょし）村と五女子（ごにょし）村が合併し、八熊村となる。
  - 牛立村と中野村が合併し、野立村となる。
- 1889年（明治22年）10月1日 - 西古渡村、八熊村、野立村、中野外新田が合併し、八幡村となる。
- 1921年（大正10年）8月22日 - 名古屋市に編入され、名古屋市南区の一部となる。
- 1937年（昭和12年）10月1日 - 名古屋市が10区制実施。南区から熱田区・中川区・港区・昭和区（一部）が分区。旧・八幡村は中川区の一部となる。

## 学校
- 八幡尋常高等小学校（現・名古屋市立八幡小学校）